# フェニルグリオキサール
フェニルグリオキサール (phenylglyoxal) は、化学式がC6H5C(O)C(O)Hの有機化合物。アルデヒド基とケトン基の両方を含む。無水物のときは黄色の液体であるが、容易に無色の結晶性水和物になる。アミノ酸の一種、アルギニンの修飾のための試薬として使われる。

## 性質
その他のアルデヒドと同様に重合し、これは液体が固化することを意味する。熱するとポリマーがクラックし、黄色のアルデヒド体に戻る。結晶性水和物になる反応は以下の通り。
C6H5C(O)COH  +  H2O   →   C6H5C(O)CH(OH)2
熱すると水分が失われ無水物の液体に戻る。

## 合成法
オキシムの亜硫酸誘導体を熱分解することにより合成する。
C6H5C(O)CH(NOSO2H)  + 2 H2O  →   C6H5C(O)CHO  +  NH4HSO4
安息香酸メチルとKCH2S(O)CH3との反応により、PhC(O)CH(SCH3)(OH)が生成し、これを酢酸銅(II)で酸化して合成することもできる。あるいは、アセトフェノンを二酸化セレンで酸化しても合成できる。